# Seinei
L'emperador Seinei (japonès: 清寧天皇, Seinei-tennō) (444 — 27 de febrer del 484) va ser el 22è emperador llegendari del Japó, segons l'ordre tradicional de successió.
No es poden assignar dates fermes a la vida o regnat d'aquest emperador, però convencionalment es considera que va regnar des del 480 fins al 484.

## Història llegendària
Seinei va ser un monarca del segle V. El regnat de l'emperador Kinmei (c. 509 - 571 dC), el 29è emperador, és el primer al qual la historiografia contemporània és capaç d'assignar-li dates verificables; tanmateix, els noms i dates acceptats convencionalment dels primers emperadors no es van confirmar com a "tradicionals" fins al regnat de l'emperador Kanmu (737–806), el 50è sobirà de la dinastia Yamato.
Segons el Kojiki i el Nihon Shoki, era fill de l'emperador Yūryaku i la seva consort Katsuragi no Karahime. La germana completa de Seinei era la princesa Takuhatahime. El seu nom de naixement era Shiraka (白髪皇子). Es diu que el color dels seus cabells era blanc des del naixement. Després de la mort del seu pare, Seinei va guanyar la pugna pel tron contra el príncep Hoshikawa, el seu germà.
El títol contemporani de Seinei no hauria estat tennō, ja que la majoria dels historiadors creuen que aquest títol no es va introduir fins als regnats de l'emperador Tenmu i l'emperadriu Jitō. Se suposa que en aquella època se l'hauria anomenat Sumeramikoto o Amenoshita Shiroshimesu Ōkimi (治天下大王), que significa "el gran rei que ho governa tot sota el cel". Alternativament, Seinei podria haver estat anomenat també ヤマト大王/大君 ("Gran Rei de Yamato").
Seinei no va tenir fills; tanmateix, Seinei els va adoptar dos néts del 17è emperador, l'emperador Richū, com els seus hereus, que es van convertir en els prínceps Woke i Oke.
No es coneix el lloc d'enterrament de Seinei. Tanmateix se l'ha venerat tradicionalment en un santuari xintoïsta commemoratiu (misasagi) a Osaka.
L'Agència de la Casa Imperial designa aquest lloc Mausoleu de Seinei, i formalment Kawachi no Sakado no hara no misasagi.